# Lichtenstein (Baden-Württemberg)
Lichtenstein è un comune tedesco di 9 268 abitanti, situato nel land del Baden-Württemberg.

## Altri progetti

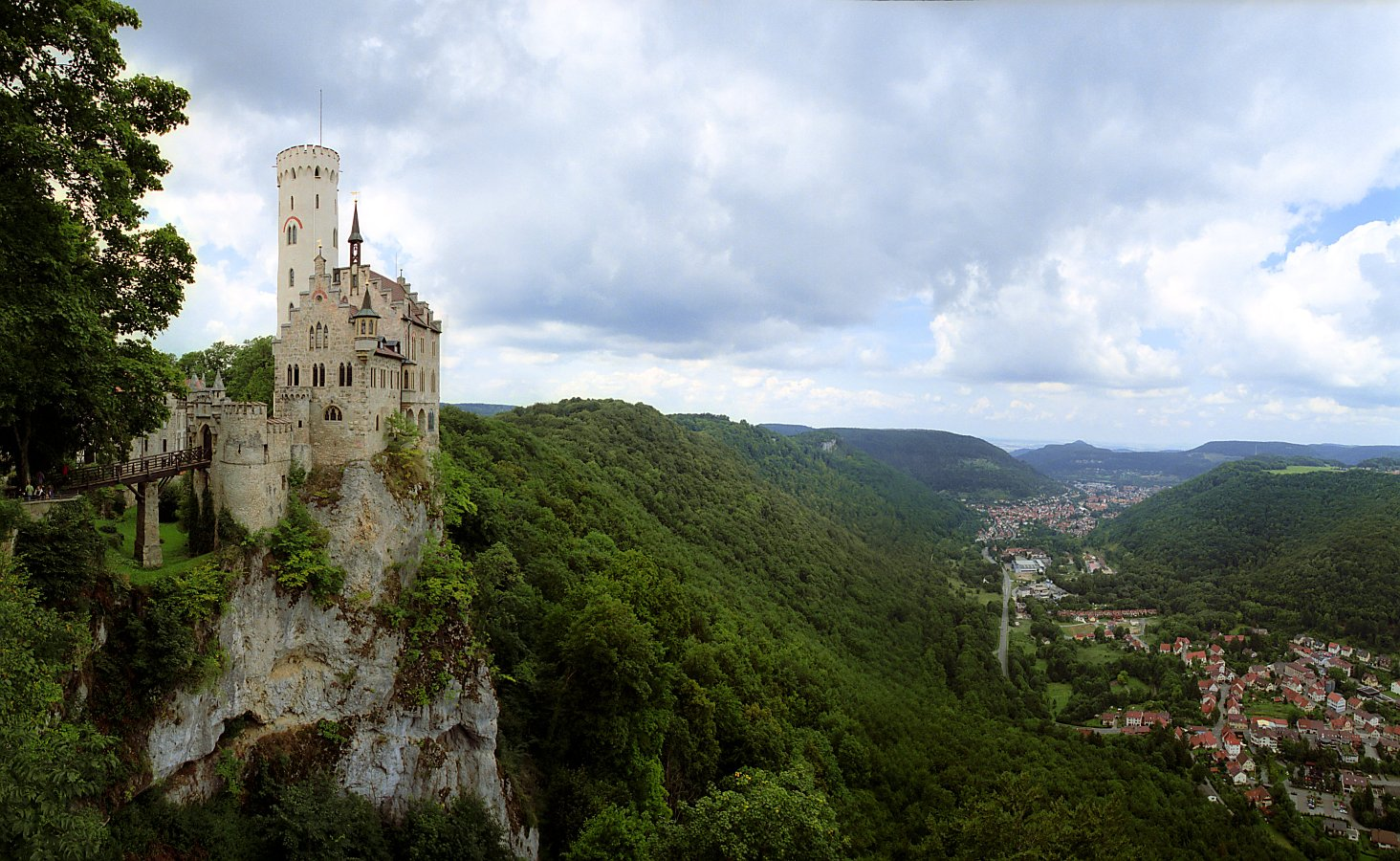
Il castello di Lichtenstein, nella località di Honau